# 拜恩豪森
拜恩豪森是德国莱茵兰-普法尔茨州的一个市镇。总面积2.63平方公里，总人口75人，其中男性43人，女性32人（2011年12月31日），人口密度29人/平方公里。

## 参考

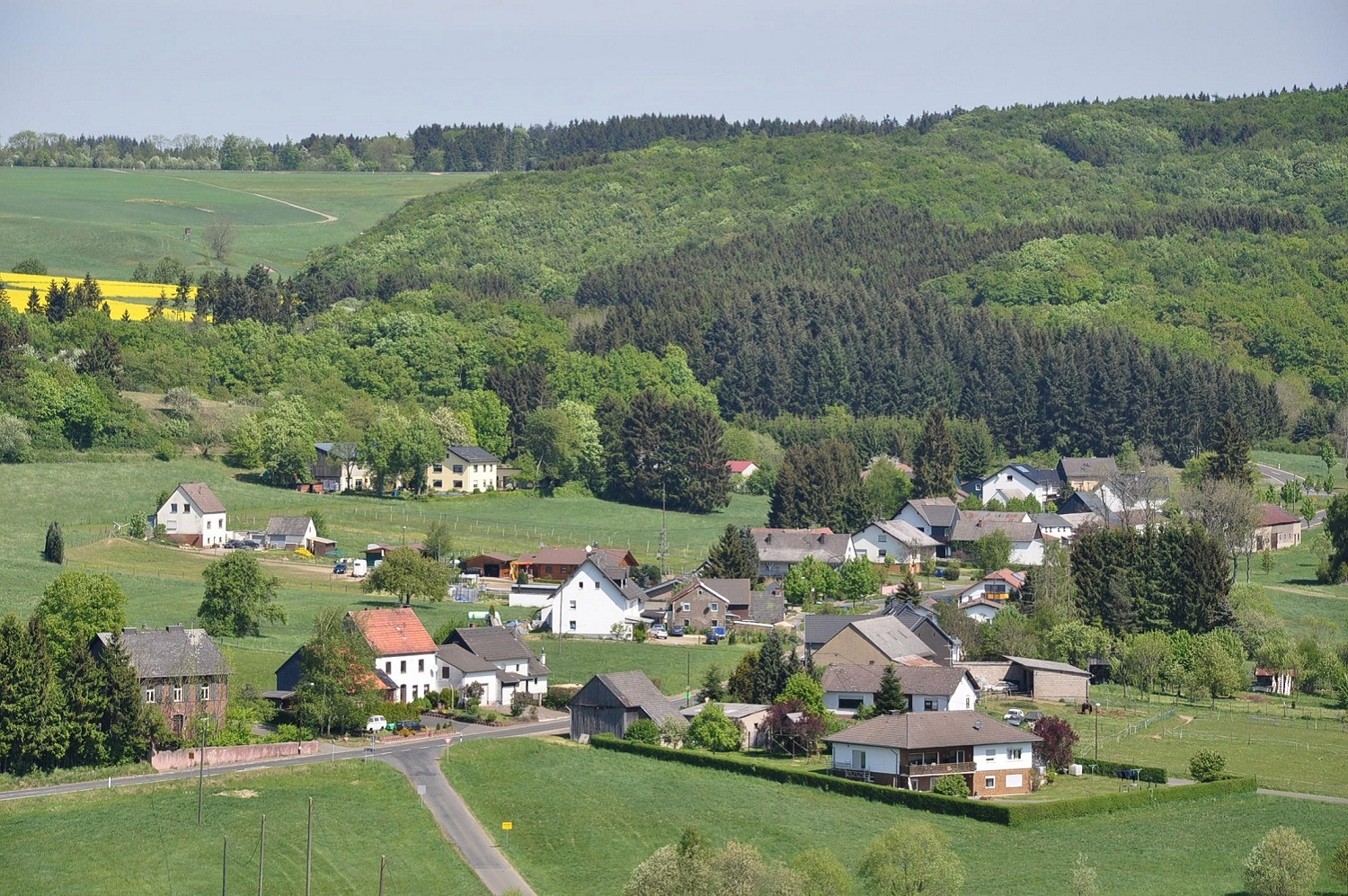
拜因豪森 (Beinhausen)